# Giovanni Giovine
Giovanni Giovine (anche conosciuto con il suo nome dell'epoca Giovan Giovine; Taranto, 1536 – 1604(?)) è stato uno scrittore e prete italiano.

## Biografia
Giovanni Giovine nacque da Giovanni Maria Giovine e Vittoria de Mastroluca.
Si è ritenuto a lungo che la sua città natale fosse Grottaglie, in provincia di Taranto, sulla scorta di una affermazione di uno storico salentino, Pietro Marti, finché l'arcidiacono Giuseppe Blandamura, lo storico della Chiesa di Taranto, nel 1932, con stringenti argomentazioni non ne rivendicasse l'origine tarantina comprovandola con le testimonianze desunte dal De Antiquitate, con le affermazioni dell'arcivescovo di Taranto Lelio Brancaccio.
Partecipò nella seconda metà del XVI secolo ai tre momenti più significativi della ripresa culturale e religiosa della città: la fondazione del Seminario avvenuta il 1º giugno 1568 all'indomani del Concilio di Trento, l'istituzione dell'Accademia degli Audaci che mutuava i propri statuti da strutture associative coeve e da sodalizi similari; l'episcopato riformatore del grande arcivescovo Lelio Brancaccio iniziato il 26 ottobre 1574.
Nel seminario al quale partecipò alla fondazione, insegnò letetre latine e greche ed il 23 maggio 1575 ne divenne rettore, sino al 15 giugno 1578, come si può evincere dai decreti emanati dallo stesso Brancaccio dopo la visita del Seminario.
Nella Accademia degli Audaci contribuì con ricerche personali, quali i Commentarii sopra la vita di Quinto Ennio di Pietro Crinito che il Giovine inviò a Gerolamo Colonna.

## Opere
- De antiquitate et varia Tarentinorum fortuna: l'opera fu pubblicata nel 1589 a Napoli[3], riguardante la storia di Taranto, all'epoca definita completa storiografia.